# (1841) Masaryk
(1841) Masaryk es un asteroide que forma parte del cinturón exterior de asteroides y fue descubierto por Luboš Kohoutek el 26 de octubre de 1971 desde el observatorio de Hamburgo-Bergedorf, Alemania.

## Designación y nombre
Masaryk recibió inicialmente la designación de 1971 UO1.
Más adelante se nombró en honor del político checo Tomáš Masaryk (1850-1937), quien fuera primer presidente de Checoslovaquia.

## Características orbitales
Masaryk está situado a una distancia media del Sol de 3,424 ua, pudiendo alejarse hasta 3,765 ua. Tiene una excentricidad de 0,09967 y una inclinación orbital de 2,62°. Emplea en completar una órbita alrededor del Sol 2314 días.